# Hemerobius australis
Hemerobius australis is een insect uit de familie van de bruine gaasvliegen (Hemerobiidae), die tot de orde netvleugeligen (Neuroptera) behoort. 
Hemerobius australis is voor het eerst wetenschappelijk beschreven door Walker in 1853.